# Porte du Temple
La porte du Temple était une des portes de Paris. Deux portes ont successivement été appelées ainsi, la plus ancienne franchissait l'enceinte de Philippe Auguste, la seconde celle de Charles V : elles sont aujourd'hui toutes deux disparues.

## Origine du nom
Elle porte ce nom car la première porte, celle de l'enceinte de Philippe Auguste, menait par la rue du Temple à l'enclos des Templiers qui se trouvait alors hors des murs. L'enceinte de Charles V englobe la Maison du Temple à l'intérieur de la ville mais la porte ouverte dans ce rempart était située à proximité de cet ensemble de bâtiments religieux.

## Historique

### La porte duXIIIesiècle

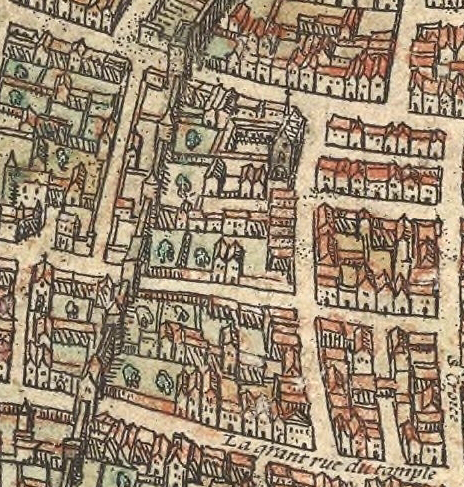
Première porte du Temple : porte du Temple (en bas et à gauche) sur la « Grande rue du tample », vers 1530 (plan de Braun et Hogenberg).

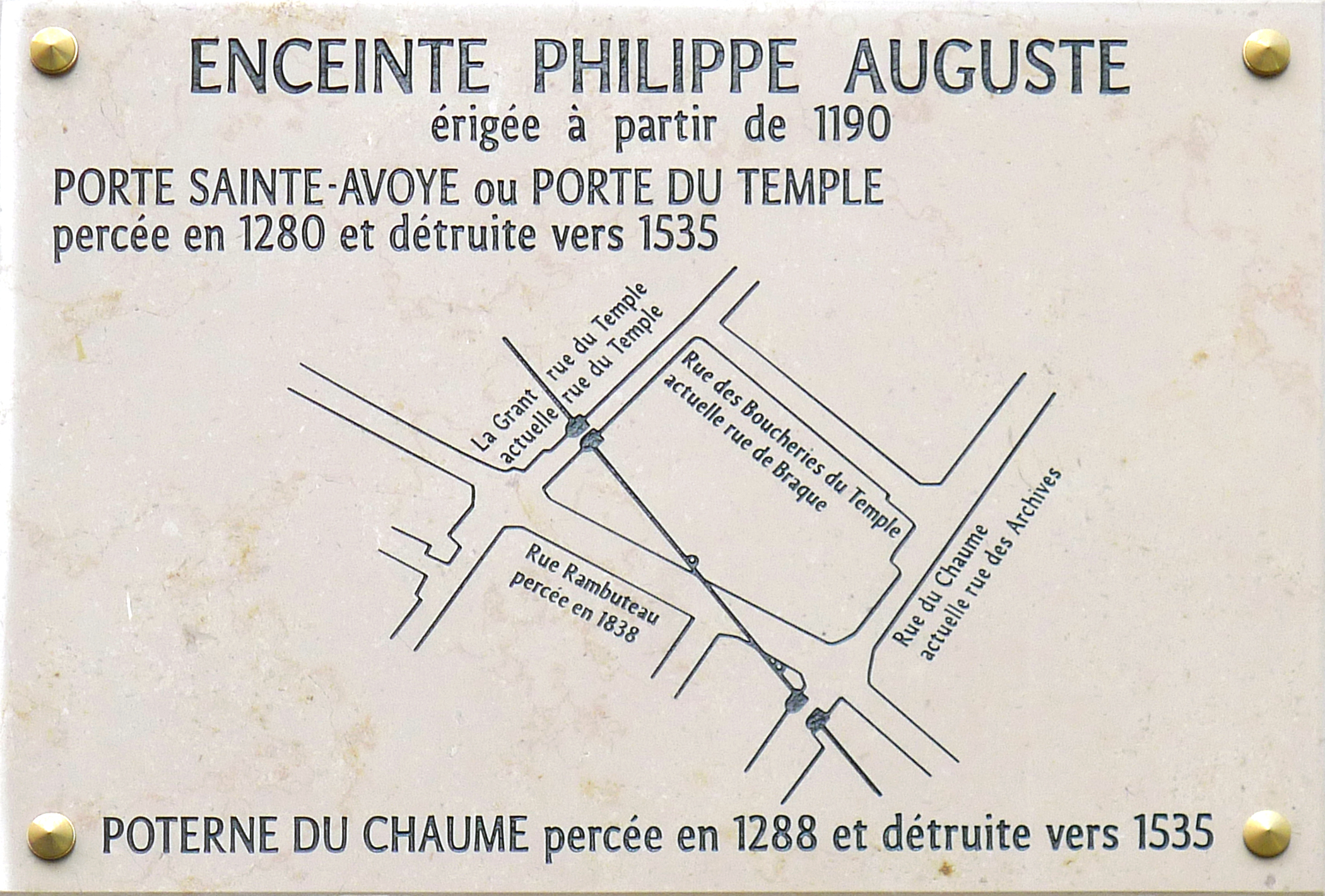
Première porte du Temple : le tracé de l'enceinte, entre la rue du Temple (porte du Temple) et la rue des Archives (porte de Chaume).

En 1190, Philippe Auguste ordonne la construction d'une nouvelle enceinte pour protéger sa capitale : la portion sur la rive droite fut construite jusqu'en 1210. Une dizaine de portes permettait les communications avec la campagne, toutes semblables avec une ouverture ogivale fermée par deux vantaux en bois et deux herses, encadré par deux tours.
En 1280, une nouvelle porte est percée dans l'axe de l'actuelle rue du Temple (à hauteur des nos 69-71 et nos 60-62 : 48° 52′ 01″ N, 2° 21′ 44″ E), qui prit le nom de « porte du Temple » (car menant à l'enclos des Templiers qui se trouvait alors hors des murs) ou « porte Sainte-Avoie » (du nom du couvent tout proche des religieuses de sainte Avoie).
Cette première porte a été démolie vers 1535,.

### La porte duXIVesiècle

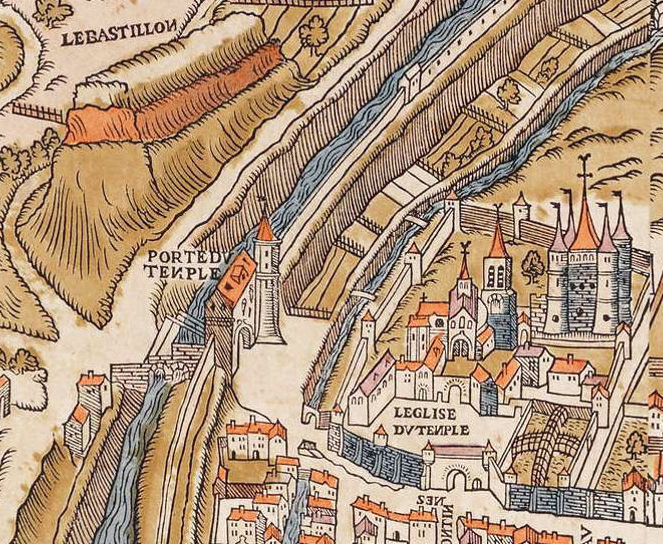
2èmeporte du Temple - Porte du Temple sur le plan de Truschet et Hoyau (vers 1550).

Charles V, en 1356, ordonna l'édification d'une nouvelle muraille, qui remplaça sur la rive droite l'enceinte de Philippe Auguste. Seules six portes furent créées pour permettre le contrôle de l'accès à la capitale.
La nouvelle porte du Temple était située au débouché des actuelles rue Meslay (anciennement « rue du Rempart » ; la porte se situait au niveau du no 2) et rue du Temple (entre les nos 178 et 207),. 48° 52′ 01″ N, 2° 21′ 44″ E
Construite aux environs de 1380, elle fut remaniée en 1460 puis incorporé à l'extrémité nord-ouest d'un bastion à partir de 1558 (les travaux du bastion no 8 ne furent jamais terminés, il ne fut jamais recouvert de maçonnerie).
La porte était protégée par un fossé très large, franchi par un pont.
La porte resta fermée durant les guerres de religion et jusqu'en 1606. Elle fut démolie aux environs de 1678 lors de la construction du « Nouveau-Cours » (les Grands Boulevards actuels).